# Bastida de’ Dossi
Bastida de’ Dossi (lombardul Bastìa) település Olaszországban, Lombardia régióban, Pavia megyében.  Bastida de’ Dossi Casei Gerola, Corana, Cornale, Mezzana Bigli, Sannazzaro de’ Burgondi és Silvano Pietra községekkel határos.

## Népesség
A település népességének változása: